# Lokaksema
Lokaksema (支娄迦谶; Zhī Lóujiāchèn) var en buddhistisk munk från Kushan som kom till Kina under slutet av 170-talet. Under 180-talet översatte han flera av mahayanasutrorna till kinesiska.

## Biografi
Lokaksema kom från Kushan i Gandhara regionen, och var aktiv i Kina under slutet av 100-talet. Han kom till den kinesiska Handynastins huvudstad Luoyang år 167, där han började översätta indiska buddhistiska sutror till kinesiska. Antalet verk som tillskrivs Lokaksema varierar kraftigt, men ligger omkring 14 verk i 27 rullar. 
En av hans elever, en annan munk vid namn Zhi Yao (kinesiska: 支曜) översatte mahayanska texter från Centralasien omkring år 185. Hans översättningar inkluderar sutror såsom "Sutran på fulländandet av ljuset" (kinesiska: 成具光明經)

## Översättningar
Lokaksemas översättningar inkluderar:
- Översättningen av Pratyutpanna Samādhi-sūtra, som är den första sutran att nämna Amitabha och Sukhavati, och sägs därmed vara ursprunget för rena land-buddhismen i Kina;
- Akṣobhyatathāgatasyavyūha Sūtra (Taisho Tripitaka, 313), en sutra om Abhirati, det rena buddhafältet tillhörande Akshobhya Buddha.[3]
- Den första kända översättningen av en prajnaparamita-sutra, Astasahasrika-prajnaparamita sutrorna, vilket betyder "perfektionen av visdom-sutrorna för utövandet av Vägen", som senare blev känd under titeln "Perfektionen av Visdom i 8000 rader") en grundläggande text inom mahayanabuddhism.[4]
- Kāśyapaparivarta (Sanskrit för "kaspaya kapitlet"), som bland annat innehåller en rad utövningsformer för bodhisattvor, de sex paramita (perfektionerna). Bodhicitta förekommer i denna sutra för första gången i dess mahayana-tolkning, som innebär att bodhisattvor strävar efter buddhaskap i syfte att befria alla varelser från lidandet. [5]
- Bhadrapāla Sūtra[6]
- Śūraṅgama Samādhi Sūtra[6]
- Drumakinnararājaparipṛcchā Sūtra[6]
- Den första översättningen av sukhāvatīvyūhaḥ-sūtra tillskrivs traditionellt till Zhi Qian, men en del forskare tror att denna översättning gjordes av Lokaksema.[7]